# 王西欣
王西欣（1954年2月—），河南禹州花石乡人，中国人民解放军中将。

## 生平
1974年参军，在驻守四川乐山犍为的成都军区第十三军一四九师四四六团当战士。曾参加中越战争，并在南京陆军指挥学院获得本科文凭，1991年晋升为该团团长。
1995年，晋升为一四九师副师长，被派往西藏边防代职一年。1997年进入中国人民解放军国防大学学习，1999年毕业，获合同战役指挥专业硕士学位。同年底，晋升为一四九师师长。
2002年，被派往俄罗斯总参谋部高等军事学院高级研修班留学半年。归国后于2003年12月调回重庆本部，晋升为陆军第十三集团军参谋长。2006年晋升为陆军第十三集团军军长，在很短时间内将一个并不是十分被上级看好的山地集团军训练成了能与全军顶级王牌部队相抗衡的部队。2007年调任陆军第三十八集团军军长。
2012年1月调任中国人民解放军国防大学副校长。陆军第三十八集团军军长一职由原中国人民解放军陆军第六十五集团军军长许林平接任。王西欣被调任的消息于2012年3月15日在媒体正式公开。2012年12月调任沈阳军区副司令员。2016年1月任北部战区副司令员兼参谋长，2017年1月退役。
2004年7月晋升少将军衔。2013年8月晋升中将军衔。

## 学术
王西欣是中国军方树立的“高素质军事指挥人才”典型，在军区领导的倾斜政策下，他已获3个本科学历、1个研究生学历和海外留学经验，并出版《话说北约》等5本军事专著。连续4年被评为全军“军事训练优等指挥员”，还成为国防大学客座讲师。为培养他，成都军区先后4次让他参加重大军事演练活动，王担任师长3年，其部队参加各种重大军事演习和活动就近20次。在这些演习中，上级往往为其配备战斗力最强的部队和最好的武器装备，比如在代号“高原02”的演习中，成都军区就为其部队增加配置了“陆航部队、电子对抗部队、特种大队等7支高技术部队”和两个步兵团。
王的成功也引起了一些争议，有人认为其有“好大喜功”的缺点，指出他在当团长时曾经为出风头，在野外拉练时命令部队用树枝搭“凯旋门”，但是其领导认为“他的一些缺点，大都是无关大局的枝节问题。”也有人认为，王西欣在各种资源上获得了太多的倾斜，但是其领导认为：“培养高素质指挥人才既是我军建设的根本大计，更是当务之急，必须采取超常措施，加快培养步伐。”